# Matthew Holmes
Matthew Holmes (* 8. prosince 1993) je bývalý britský profesionální silniční cyklista.

## Hlavní výsledky
2011
Junior Tour of Wales
2. místo celkově
 vítěz vrchařské soutěže
2012
Národní šampionát
2. místo silniční závod do 23 let
2016
Tothes–Vire
 celkový vítěz
An Post Rás
7. místo celkově
9. místo Beaumont Trophy
2017
3. místo Lincoln Grand Prix
Tour de Yorkshire
5. místo celkově
2018
2. místo GP Lucien Van Impe
2019
Tour of the Reservoir
2. místo celkově
4. místo Tokyo 2020 Test Event
Tour de Yorkshire
6. místo celkově
2020
Tour Down Under
vítěz 6. etapy

### Výsledky na Grand Tours
| Grand Tour      | 2020 | 2021 | 2022 |
| --------------- | ---- | ---- | ---- |
| Giro d'Italia   | 81   | —    | 116  |
| Tour de France  | —    | —    | —    |
| Vuelta a España | —    | DNF  | —    |

| —   | Nezúčastnil se |
| DNF | Nedokončil     |